# Blaumaulmeerkatze
Die Blaumaulmeerkatze (Cercopithecus cephus) ist eine Primatenart aus der Gattung der Meerkatzen (Cercopithecus) innerhalb der Familie der Meerkatzenverwandten (Cercopithecidae).

## Merkmale
Das Fell der Blaumaulmeerkatze ist an der Oberseite grünbraun gefärbt, die Unterseite ist heller, fast weißlich. Auffällige Kennzeichen im Gesicht sind der weiße Oberlippenstreifen, der weißgelbe Backenbart und die blaue Färbung des Gesichts rund um die Augen. Diese Tiere erreichen eine durchschnittliche Kopfrumpflänge von 52 Zentimetern, wozu noch ein 70 Zentimeter langer Schwanz kommt. Das Durchschnittsgewicht beträgt 4 Kilogramm, die Männchen werden aber deutlich schwerer als die Weibchen.

## Verbreitung und Lebensraum

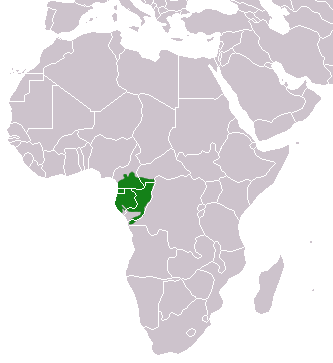
Verbreitungskarte der Blaumeerkatze

Heimat der Blaumaulmeerkatzen ist das zentrale Afrika von Kamerun über Gabun und die Demokratische Republik Kongo bis in das nördliche Angola. Ihr Lebensraum sind Wälder, vorwiegend tropische Regenwälder. Sie sind relativ häufig und zählen nicht zu den bedrohten Arten.

## Lebensweise
Blaumaulmeerkatzen sind tagaktive Baumbewohner. Sie leben in Gruppen, die sich aus einem Männchen, mehreren Weibchen und deren Nachwuchs zusammensetzen. Männchen bilden manchmal auch Junggesellengruppen. Die Nahrung dieser Tiere besteht in erster Linie aus Früchten, außerdem verzehren sie Samen, Blätter, Kleintiere und Eier.
Nach einer rund fünfeinhalb-monatigen Tragzeit bringt das Weibchen in der Regel ein einziges Jungtier zur Welt. Rund ein Jahr lang kümmert sich die Mutter um das Jungtier, das mit vier bis fünf Jahren geschlechtsreif wird.